# Contea di Bacon
La contea di Bacon (in inglese Bacon County ) è una contea dello Stato della Georgia, negli Stati Uniti. La popolazione al censimento del 2000 era di 10 103 abitanti. Il capoluogo di contea è Alma.